# Fallhyttesjön
Fallhyttesjön är en sjö i Askersunds kommun i Närke och ingår i Motala ströms huvudavrinningsområde. Sjön är 10,5 meter djup, har en yta på 0,0256 kvadratkilometer och är belägen 122 meter över havet.